# Gum (cràter)

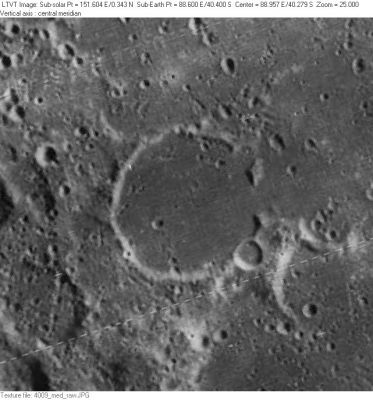
Fotografia de la missió Lunar Orbiter 4

Gum és un cràter d'impacte que es troba a prop de l'extrem sud-est de la Lluna, per la qual cosa s'observa quasi de costat des de la Terra. És a la irregular vora occidental del Mare Australe, al nord-est del cràter Hamilton. Cap al nord-nord-oest apareix el cràter Abel, més gran, i a l'est-sud-est hi ha Jenner.
El pis interior d'aquest cràter és totalment format per la lava que el va envair per una bretxa a la vora oriental. El brocal és un arc format per les suaus elevacions romanents que n'han restat a la superfície. Un petit cràter inundat s'insereix a la vora sud-oriental, i les restes d'un altre petit cràter en produeixen una incisió a la vora nord-est. El pis interior té el mateix albedo baix que el mar lunar situat a l'est, i només és marcat per uns cràters petits.

## Cràters satèl·lits
Per convenció aquests elements s'identifiquen en els mapes lunars posant la lletra al costat del punt mitjà del cràter que és més a prop de Gum.
|     | \| Gum \| Coordenades \| Diàmetre \| \| --- \| ------------------------------------ \| -------- \| \| \| 39° 48′ S, 85° 00′ E / 39.8°S,85.0°E \| 33 km \| |          |
| Gum | Coordenades | Diàmetre |
|     | 39° 48′ S, 85° 00′ E / 39.8°S,85.0°E | 33 km    |